# Gabe Jones (personaje)
Gabriel "Gabe" Jones es un personaje ficticio que aparece en los cómics estadounidenses publicados por Marvel Comics. Creado por el redactor y escritor Stan Lee, y el artista y cocreador Jack Kirby, hizo su primera aparición en la saga de cómics de guerra de la Segunda Guerra Mundial Sgt. Fury y sus Comandos Aulladores # 1 (mayo de 1963).
Derek Luke interpretó a Gabriel Jones en la película del Universo Cinematográfico de Marvel Capitán América: el primer vengador. 

## Historial de publicación
Gabe Jones apareció como miembro habitual del reparto en prácticamente todos los números y publicaciones anuales de Sgt. Fury y sus Comandos Aulladores. En las historias actuales, inicialmente en el largometraje "Nick Fury, Agent of S.H.I.E.L.D." en Strange Tales, aparece como un agente de esa organización de espionaje ficticio, inexplicablemente muy poco, como el veterinario de la Segunda Guerra Mundial y el agente Dum Dum Dugan, a pesar de una explicación retoniana para la juventud de Nick Fury, jefe de la agencia. Como agente de S.H.I.E.L.D., Jones ha aparecido en los números de Los Vengadores, Iron Man, Capitán América, The Incredible Hulk, Godzilla, los dos primeros volúmenes de Nick Fury, Agent of S.H.I.E.L.D., y la miniserie de 1988 Nick Fury vs. S.H.I.E.L.D.
Aunque el colorista Stan Goldberg sabía que Jones era afroamericano, la compañía que hizo las placas de grabado para Sgt. Fury y sus Comandos Aulladores # 1 pensaron que se había cometido un error y lo colorearon del mismo color que el resto de los Comandos Aulladores.

## Biografía
Gabriel "Gabe" Jones nació en la ciudad de Nueva York. Es un miembro original del escuadrón de combate ficticio, elite Comandos Aulladores de la Segunda Guerra Mundial. El oficial superior del escuadrón, Samuel "Happy Sam" Sawyer, recibió una carta blanca virtual al elegir a sus miembros, incluido el afroamericano Jones, a pesar del hecho de que, en ese momento, las unidades integradas eran desconocidas. (En la vida real, las Fuerzas Armadas de los Estados Unidos no se integraron hasta 1948, por orden ejecutiva del presidente Harry S. Truman). Es uno de los confidentes más cercanos de Nick Fury, su sargento. También sirvió bajo Fury en misiones de reunión durante la guerra de Corea y la Guerra de Vietnam.
Más tarde, Fury se convirtió en el jefe de la organización internacional de espionaje S.H.I.E.L.D., a la que Jones se unió en algún momento no especificado después de la Segunda Guerra Mundial.
Durante la guerra, los Comandos Aulladores viajan a Wakanda para combatir una invasión nazi de esa tierra. Jones ayuda a la familia gobernante matando directamente a un agente nazi que había tomado como rehén a uno de los bebés.
En 1959, se le muestra trabajando con Dugan y Fury, cazando y ejecutando a los nazis. Más tarde, en el mismo año, Gabe ayudó a Nicholas Fury y Dugan a crear el primer equipo de Vengadores. Detuvieron con éxito a un grupo disidente nazi de obtener una versión de la fórmula del Súper Soldado. Este equipo incluye, pero no está limitado a, Sabretooth, Kraven el Cazador y Ulysses Bloodstone.
Jones se retiró de S.H.I.E.L.D. después de los eventos de la miniserie de seis números de Nick Fury vs. S.H.I.E.L.D. (1988), pero regresó para ayudar a entrenar a un nuevo cuerpo de reclutas. Esta nueva clase es asesinada por la organización terrorista HYDRA, la principal némesis de S.H.I.E.L.D.
Gabe pasa el tiempo tratando de derribar el malvado Imperio Secreto desde dentro. Tras los eventos de Secret Invasion, tanto él como Dum Dum Dugan abandonaron S.H.I.E.L.D. y recrearon los Comandos Aulladores con exagentes de S.H.I.E.L.D.
Gabriel Jones es visto al mando de la investigación de la escena del asesinato de su viejo amigo Clay Quartermain.
Jones y su compañero el Comando Eric Koenig son luego asesinados por Gorgon durante una batalla con HYDRA, mientras ambos luchaban en una acción de agresión contra las fuerzas enemigas para dar tiempo a que los aliados se retiren.

## Otras versiones
En el futuro alternativo de "Tierra X", Jones tiene un cameo como uno de las docenas de héroes fallecidos que intentan detener los planes de Mephisto y Thanos.

## En otros medios

### Televisión
- Gabe Jones apareció en la serie animada The Incredible Hulk de 1996, con la voz de Thom Barry. Se lo presenta como un despiadado agente de S.H.I.E.L.D. que trabaja con el equipo de "Hulkbusters" del General Thunderbolt Ross para cazar a Hulk.
- Gabriel Jones apareció en la película de televisión de acción en vivo Nick Fury: Agent of S.H.I.E.L.D., interpretado por Ron Canada. Esta versión es el mejor científico de S.H.I.E.L.D.
- Gabe Jones aparece en The Super Hero Squad Show. En el episodio "La Ira de Red Skull", él está en un flashback junto a Dum Dum Dugan e Izzy Cohen.
- Gabe Jones aparece en The Avengers: Earth's Mightiest Heroes. En el episodio "Conoce al Capitán América", se lo ve como un miembro de los Comandos Aulladores.

### Película
- Derek Luke interpretó a Gabriel Jones en la película de 2011 Capitán América: el primer vengador.[13] Es alumno de la Universidad Howard, donde estudió alemán por primera vez, pero cambió al francés porque las chicas que tomaban esas clases eran más lindas. Junto con otros miembros de los Comandos Aulladores, acompaña a Steve Rogers en las redadas contra las bases de Hydra durante la versión de la película de la Segunda Guerra Mundial.

### Videojuegos
- Gabe Jones tiene un cameo en Marvel: Ultimate Alliance.